# 1561
Portal Geschichte | Portal Biografien | Aktuelle Ereignisse | Jahreskalender | Tagesartikel

◄ |
15. Jahrhundert |
16. Jahrhundert
| 17. Jahrhundert | ►

◄ |
1530er |
1540er |
1550er |
1560er
| 1570er | 1580er | 1590er | ►

◄◄ |
◄ |
1557 |
1558 |
1559 |
1560 |
1561
| 1562 | 1563 | 1564 | 1565 | ► | ►►
Staatsoberhäupter  · Nekrolog   · Musikjahr
| Januar | Januar | Januar | Januar | Januar | Januar | Januar | Januar |
| Kw     | Mo     | Di     | Mi     | Do     | Fr     | Sa     | So     |
| 1      |        |        | 1      | 2      | 3      | 4      | 5      |
| 2      | 6      | 7      | 8      | 9      | 10     | 11     | 12     |
| 3      | 13     | 14     | 15     | 16     | 17     | 18     | 19     |
| 4      | 20     | 21     | 22     | 23     | 24     | 25     | 26     |
| 5      | 27     | 28     | 29     | 30     | 31     |        |        |
| ------ | ------ | ------ | ------ | ------ | ------ | ------ | ------ |

| Februar | Februar | Februar | Februar | Februar | Februar | Februar | Februar |
| Kw      | Mo      | Di      | Mi      | Do      | Fr      | Sa      | So      |
| 5       |         |         |         |         |         | 1       | 2       |
| 6       | 3       | 4       | 5       | 6       | 7       | 8       | 9       |
| 7       | 10      | 11      | 12      | 13      | 14      | 15      | 16      |
| 8       | 17      | 18      | 19      | 20      | 21      | 22      | 23      |
| 9       | 24      | 25      | 26      | 27      | 28      |         |         |
| ------- | ------- | ------- | ------- | ------- | ------- | ------- | ------- |

| März | März | März | März | März | März | März | März |
| Kw   | Mo   | Di   | Mi   | Do   | Fr   | Sa   | So   |
| 9    |      |      |      |      |      | 1    | 2    |
| 10   | 3    | 4    | 5    | 6    | 7    | 8    | 9    |
| 11   | 10   | 11   | 12   | 13   | 14   | 15   | 16   |
| 12   | 17   | 18   | 19   | 20   | 21   | 22   | 23   |
| 13   | 24   | 25   | 26   | 27   | 28   | 29   | 30   |
| 14   | 31   |      |      |      |      |      |      |
| ---- | ---- | ---- | ---- | ---- | ---- | ---- | ---- |

| April | April | April | April | April | April | April | April |
| Kw    | Mo    | Di    | Mi    | Do    | Fr    | Sa    | So    |
| 14    |       | 1     | 2     | 3     | 4     | 5     | 6     |
| 15    | 7     | 8     | 9     | 10    | 11    | 12    | 13    |
| 16    | 14    | 15    | 16    | 17    | 18    | 19    | 20    |
| 17    | 21    | 22    | 23    | 24    | 25    | 26    | 27    |
| 18    | 28    | 29    | 30    |       |       |       |       |
| ----- | ----- | ----- | ----- | ----- | ----- | ----- | ----- |

| Mai | Mai | Mai | Mai | Mai | Mai | Mai | Mai |
| Kw  | Mo  | Di  | Mi  | Do  | Fr  | Sa  | So  |
| 18  |     |     |     | 1   | 2   | 3   | 4   |
| 19  | 5   | 6   | 7   | 8   | 9   | 10  | 11  |
| 20  | 12  | 13  | 14  | 15  | 16  | 17  | 18  |
| 21  | 19  | 20  | 21  | 22  | 23  | 24  | 25  |
| 22  | 26  | 27  | 28  | 29  | 30  | 31  |     |
| --- | --- | --- | --- | --- | --- | --- | --- |

| Juni | Juni | Juni | Juni | Juni | Juni | Juni | Juni |
| Kw   | Mo   | Di   | Mi   | Do   | Fr   | Sa   | So   |
| 22   |      |      |      |      |      |      | 1    |
| 23   | 2    | 3    | 4    | 5    | 6    | 7    | 8    |
| 24   | 9    | 10   | 11   | 12   | 13   | 14   | 15   |
| 25   | 16   | 17   | 18   | 19   | 20   | 21   | 22   |
| 26   | 23   | 24   | 25   | 26   | 27   | 28   | 29   |
| 27   | 30   |      |      |      |      |      |      |
| ---- | ---- | ---- | ---- | ---- | ---- | ---- | ---- |

| Juli | Juli | Juli | Juli | Juli | Juli | Juli | Juli |
| Kw   | Mo   | Di   | Mi   | Do   | Fr   | Sa   | So   |
| 27   |      | 1    | 2    | 3    | 4    | 5    | 6    |
| 28   | 7    | 8    | 9    | 10   | 11   | 12   | 13   |
| 29   | 14   | 15   | 16   | 17   | 18   | 19   | 20   |
| 30   | 21   | 22   | 23   | 24   | 25   | 26   | 27   |
| 31   | 28   | 29   | 30   | 31   |      |      |      |
| ---- | ---- | ---- | ---- | ---- | ---- | ---- | ---- |

| August | August | August | August | August | August | August | August |
| Kw     | Mo     | Di     | Mi     | Do     | Fr     | Sa     | So     |
| 31     |        |        |        |        | 1      | 2      | 3      |
| 32     | 4      | 5      | 6      | 7      | 8      | 9      | 10     |
| 33     | 11     | 12     | 13     | 14     | 15     | 16     | 17     |
| 34     | 18     | 19     | 20     | 21     | 22     | 23     | 24     |
| 35     | 25     | 26     | 27     | 28     | 29     | 30     | 31     |
| ------ | ------ | ------ | ------ | ------ | ------ | ------ | ------ |

| September | September | September | September | September | September | September | September |
| Kw        | Mo        | Di        | Mi        | Do        | Fr        | Sa        | So        |
| 36        | 1         | 2         | 3         | 4         | 5         | 6         | 7         |
| 37        | 8         | 9         | 10        | 11        | 12        | 13        | 14        |
| 38        | 15        | 16        | 17        | 18        | 19        | 20        | 21        |
| 39        | 22        | 23        | 24        | 25        | 26        | 27        | 28        |
| 40        | 29        | 30        |           |           |           |           |           |
| --------- | --------- | --------- | --------- | --------- | --------- | --------- | --------- |

| Oktober | Oktober | Oktober | Oktober | Oktober | Oktober | Oktober | Oktober |
| Kw      | Mo      | Di      | Mi      | Do      | Fr      | Sa      | So      |
| 40      |         |         | 1       | 2       | 3       | 4       | 5       |
| 41      | 6       | 7       | 8       | 9       | 10      | 11      | 12      |
| 42      | 13      | 14      | 15      | 16      | 17      | 18      | 19      |
| 43      | 20      | 21      | 22      | 23      | 24      | 25      | 26      |
| 44      | 27      | 28      | 29      | 30      | 31      |         |         |
| ------- | ------- | ------- | ------- | ------- | ------- | ------- | ------- |

| November | November | November | November | November | November | November | November |
| Kw       | Mo       | Di       | Mi       | Do       | Fr       | Sa       | So       |
| 44       |          |          |          |          |          | 1        | 2        |
| 45       | 3        | 4        | 5        | 6        | 7        | 8        | 9        |
| 46       | 10       | 11       | 12       | 13       | 14       | 15       | 16       |
| 47       | 17       | 18       | 19       | 20       | 21       | 22       | 23       |
| 48       | 24       | 25       | 26       | 27       | 28       | 29       | 30       |
| -------- | -------- | -------- | -------- | -------- | -------- | -------- | -------- |

| Dezember | Dezember | Dezember | Dezember | Dezember | Dezember | Dezember | Dezember |
| Kw       | Mo       | Di       | Mi       | Do       | Fr       | Sa       | So       |
| 49       | 1        | 2        | 3        | 4        | 5        | 6        | 7        |
| 50       | 8        | 9        | 10       | 11       | 12       | 13       | 14       |
| 51       | 15       | 16       | 17       | 18       | 19       | 20       | 21       |
| 52       | 22       | 23       | 24       | 25       | 26       | 27       | 28       |
| 1        | 29       | 30       | 31       |          |          |          |          |
| -------- | -------- | -------- | -------- | -------- | -------- | -------- | -------- |

| Januar | Januar | Januar | Januar | Januar | Januar | Januar | Januar |
| Kw     | Mo     | Di     | Mi     | Do     | Fr     | Sa     | So     |
| 1      |        |        | 1      | 2      | 3      | 4      | 5      |
| 2      | 6      | 7      | 8      | 9      | 10     | 11     | 12     |
| 3      | 13     | 14     | 15     | 16     | 17     | 18     | 19     |
| 4      | 20     | 21     | 22     | 23     | 24     | 25     | 26     |
| 5      | 27     | 28     | 29     | 30     | 31     |        |        |
| ------ | ------ | ------ | ------ | ------ | ------ | ------ | ------ |

| Februar | Februar | Februar | Februar | Februar | Februar | Februar | Februar |
| Kw      | Mo      | Di      | Mi      | Do      | Fr      | Sa      | So      |
| 5       |         |         |         |         |         | 1       | 2       |
| 6       | 3       | 4       | 5       | 6       | 7       | 8       | 9       |
| 7       | 10      | 11      | 12      | 13      | 14      | 15      | 16      |
| 8       | 17      | 18      | 19      | 20      | 21      | 22      | 23      |
| 9       | 24      | 25      | 26      | 27      | 28      |         |         |
| ------- | ------- | ------- | ------- | ------- | ------- | ------- | ------- |

| März | März | März | März | März | März | März | März |
| Kw   | Mo   | Di   | Mi   | Do   | Fr   | Sa   | So   |
| 9    |      |      |      |      |      | 1    | 2    |
| 10   | 3    | 4    | 5    | 6    | 7    | 8    | 9    |
| 11   | 10   | 11   | 12   | 13   | 14   | 15   | 16   |
| 12   | 17   | 18   | 19   | 20   | 21   | 22   | 23   |
| 13   | 24   | 25   | 26   | 27   | 28   | 29   | 30   |
| 14   | 31   |      |      |      |      |      |      |
| ---- | ---- | ---- | ---- | ---- | ---- | ---- | ---- |

| April | April | April | April | April | April | April | April |
| Kw    | Mo    | Di    | Mi    | Do    | Fr    | Sa    | So    |
| 14    |       | 1     | 2     | 3     | 4     | 5     | 6     |
| 15    | 7     | 8     | 9     | 10    | 11    | 12    | 13    |
| 16    | 14    | 15    | 16    | 17    | 18    | 19    | 20    |
| 17    | 21    | 22    | 23    | 24    | 25    | 26    | 27    |
| 18    | 28    | 29    | 30    |       |       |       |       |
| ----- | ----- | ----- | ----- | ----- | ----- | ----- | ----- |

| Mai | Mai | Mai | Mai | Mai | Mai | Mai | Mai |
| Kw  | Mo  | Di  | Mi  | Do  | Fr  | Sa  | So  |
| 18  |     |     |     | 1   | 2   | 3   | 4   |
| 19  | 5   | 6   | 7   | 8   | 9   | 10  | 11  |
| 20  | 12  | 13  | 14  | 15  | 16  | 17  | 18  |
| 21  | 19  | 20  | 21  | 22  | 23  | 24  | 25  |
| 22  | 26  | 27  | 28  | 29  | 30  | 31  |     |
| --- | --- | --- | --- | --- | --- | --- | --- |

| Juni | Juni | Juni | Juni | Juni | Juni | Juni | Juni |
| Kw   | Mo   | Di   | Mi   | Do   | Fr   | Sa   | So   |
| 22   |      |      |      |      |      |      | 1    |
| 23   | 2    | 3    | 4    | 5    | 6    | 7    | 8    |
| 24   | 9    | 10   | 11   | 12   | 13   | 14   | 15   |
| 25   | 16   | 17   | 18   | 19   | 20   | 21   | 22   |
| 26   | 23   | 24   | 25   | 26   | 27   | 28   | 29   |
| 27   | 30   |      |      |      |      |      |      |
| ---- | ---- | ---- | ---- | ---- | ---- | ---- | ---- |

| Juli | Juli | Juli | Juli | Juli | Juli | Juli | Juli |
| Kw   | Mo   | Di   | Mi   | Do   | Fr   | Sa   | So   |
| 27   |      | 1    | 2    | 3    | 4    | 5    | 6    |
| 28   | 7    | 8    | 9    | 10   | 11   | 12   | 13   |
| 29   | 14   | 15   | 16   | 17   | 18   | 19   | 20   |
| 30   | 21   | 22   | 23   | 24   | 25   | 26   | 27   |
| 31   | 28   | 29   | 30   | 31   |      |      |      |
| ---- | ---- | ---- | ---- | ---- | ---- | ---- | ---- |

| August | August | August | August | August | August | August | August |
| Kw     | Mo     | Di     | Mi     | Do     | Fr     | Sa     | So     |
| 31     |        |        |        |        | 1      | 2      | 3      |
| 32     | 4      | 5      | 6      | 7      | 8      | 9      | 10     |
| 33     | 11     | 12     | 13     | 14     | 15     | 16     | 17     |
| 34     | 18     | 19     | 20     | 21     | 22     | 23     | 24     |
| 35     | 25     | 26     | 27     | 28     | 29     | 30     | 31     |
| ------ | ------ | ------ | ------ | ------ | ------ | ------ | ------ |

| September | September | September | September | September | September | September | September |
| Kw        | Mo        | Di        | Mi        | Do        | Fr        | Sa        | So        |
| 36        | 1         | 2         | 3         | 4         | 5         | 6         | 7         |
| 37        | 8         | 9         | 10        | 11        | 12        | 13        | 14        |
| 38        | 15        | 16        | 17        | 18        | 19        | 20        | 21        |
| 39        | 22        | 23        | 24        | 25        | 26        | 27        | 28        |
| 40        | 29        | 30        |           |           |           |           |           |
| --------- | --------- | --------- | --------- | --------- | --------- | --------- | --------- |

| Oktober | Oktober | Oktober | Oktober | Oktober | Oktober | Oktober | Oktober |
| Kw      | Mo      | Di      | Mi      | Do      | Fr      | Sa      | So      |
| 40      |         |         | 1       | 2       | 3       | 4       | 5       |
| 41      | 6       | 7       | 8       | 9       | 10      | 11      | 12      |
| 42      | 13      | 14      | 15      | 16      | 17      | 18      | 19      |
| 43      | 20      | 21      | 22      | 23      | 24      | 25      | 26      |
| 44      | 27      | 28      | 29      | 30      | 31      |         |         |
| ------- | ------- | ------- | ------- | ------- | ------- | ------- | ------- |

| November | November | November | November | November | November | November | November |
| Kw       | Mo       | Di       | Mi       | Do       | Fr       | Sa       | So       |
| 44       |          |          |          |          |          | 1        | 2        |
| 45       | 3        | 4        | 5        | 6        | 7        | 8        | 9        |
| 46       | 10       | 11       | 12       | 13       | 14       | 15       | 16       |
| 47       | 17       | 18       | 19       | 20       | 21       | 22       | 23       |
| 48       | 24       | 25       | 26       | 27       | 28       | 29       | 30       |
| -------- | -------- | -------- | -------- | -------- | -------- | -------- | -------- |

| Dezember | Dezember | Dezember | Dezember | Dezember | Dezember | Dezember | Dezember |
| Kw       | Mo       | Di       | Mi       | Do       | Fr       | Sa       | So       |
| 49       | 1        | 2        | 3        | 4        | 5        | 6        | 7        |
| 50       | 8        | 9        | 10       | 11       | 12       | 13       | 14       |
| 51       | 15       | 16       | 17       | 18       | 19       | 20       | 21       |
| 52       | 22       | 23       | 24       | 25       | 26       | 27       | 28       |
| 1        | 29       | 30       | 31       |          |          |          |          |
| -------- | -------- | -------- | -------- | -------- | -------- | -------- | -------- |

## Ereignisse

### Politik und Weltgeschehen

#### Britische Inseln
- 19. August: Die 18-jährige Witwe Maria Stuart kehrt nach Schottland zurück, um nach 13 Jahren Aufenthalt in Frankreich den Thron zu übernehmen.

#### Heiliges Römisches Reich
- Kaiser Ferdinand I. stellt den Oberlausitzer Ständen die Abhandlung aus. Sie regelt das Verhältnis des kaiserlichen Landesherren und seiner Beamten zu den politisch berechtigten Ständen des Landes.

#### Ost- und Nordeuropa
- Anfang Juni: Der dänische König Friedrich II. verliert Estland, das sich unter den Schutz der Krone von Schweden stellt.
- 28. November: Im Rahmen der Union von Wilna schließen der polnische König und litauische Großfürst Sigismund II. August und der letzte Landmeister des Meistertums Livland, Gotthard Kettler, das Privilegium Sigismundi Augusti, ein vertraglich ausgehandeltes und gewährtes Vorrecht, das das Verhältnis der livländischen Stände zur polnischen Krone festlegt und das Ende des Deutschen Ordens und der Livländischen Konföderation besiegelt. Die Herzogtümer Livland und Kurland stellen sich unter den Schutz der Krone von Polen. Für das Herzogtum Kurland und Semgallen werden zusätzlich die Pacta Subiectionis unterzeichnet, die neben den Privilegien das Verhältnis des Adels zum Herzog, zum polnischen König und zum Reichstag regelt.

#### Spanien und seine Kolonien
- 12. Februar: König Philipp II. von Spanien verlegt den königlichen Hof von Valladolid nach Madrid.
- 20. Juli: Der aufständische Konquistador Lope de Aguirre errichtet auf der vor Venezuela gelegenen Isla Margarita eine vierzigtägige Schreckensherrschaft, belagert Valencia und zieht dann weiter Richtung Peru.
- 27. Oktober: Der Aufstand von Lope de Aguirre wird endgültig niedergeschlagen.

#### Japan

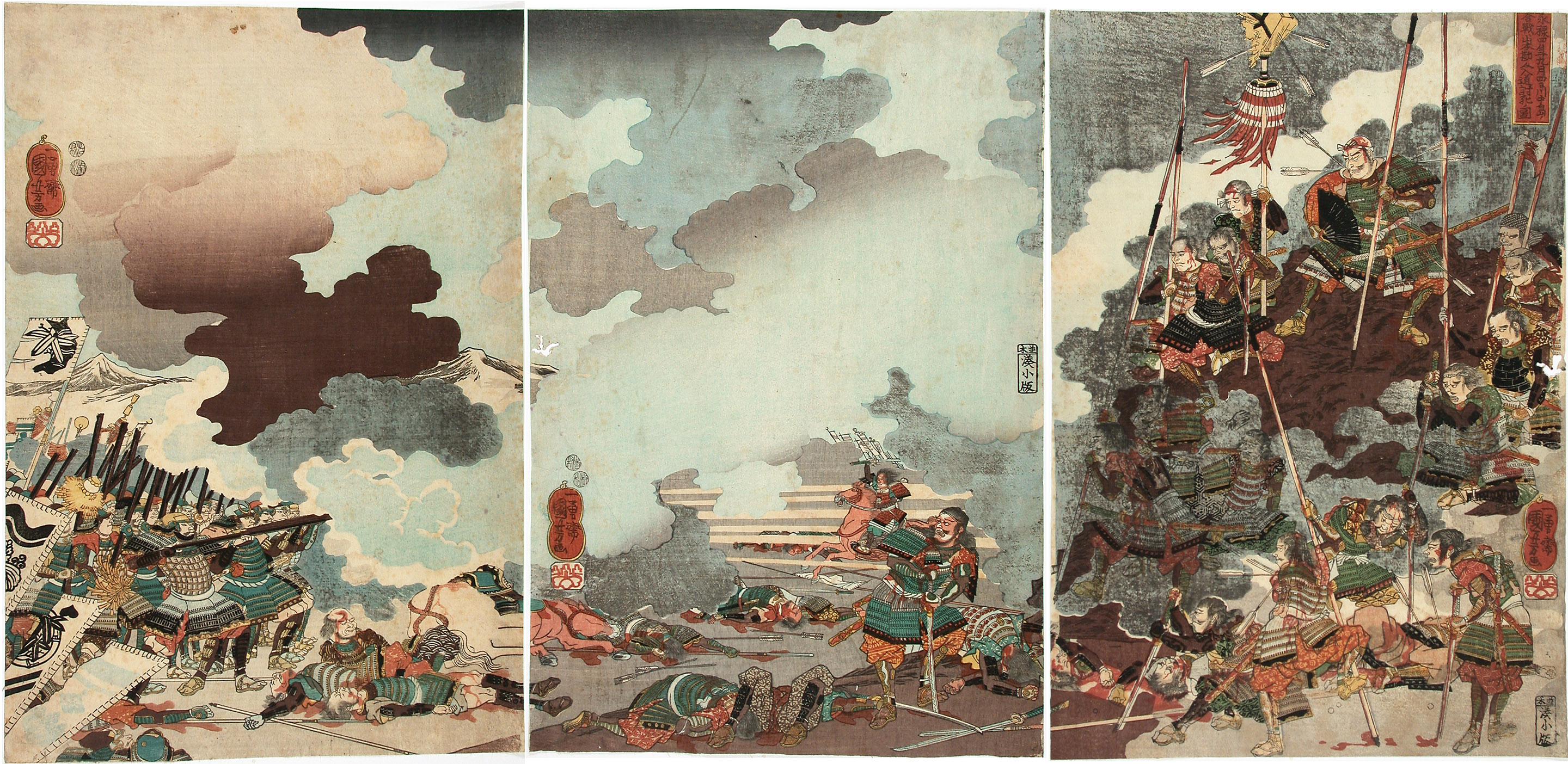
Der Tod von Yamamoto Kansuke

- September: Die Schlacht von Hachimanbara, die bedeutendste der fünf Schlachten zwischen Takeda Shingen und Uesugi Kenshin endet mit einem Sieg des ersteren, der wegen der eigenen hohen Verluste den fliehenden Unterlegenen aber nicht nachsetzen kann. Kurz vor dem Ende der Schlacht begeht Shingens General Yamamoto Kansuke in dem falschen Glauben Seppuku, seine Strategie hätte versagt.

### Wirtschaft
- In der Herrschaft Jever wird unter Fräulein Maria erstmals der Danielstaler geprägt.

### Wissenschaft und Technik
- Der Graner Erzbischof Miklós Oláh gründet die Universitätsbibliothek Budapest.
- Die Tianyige-Bibliothek in Ningbo wird erbaut.

### Religion und Kultur

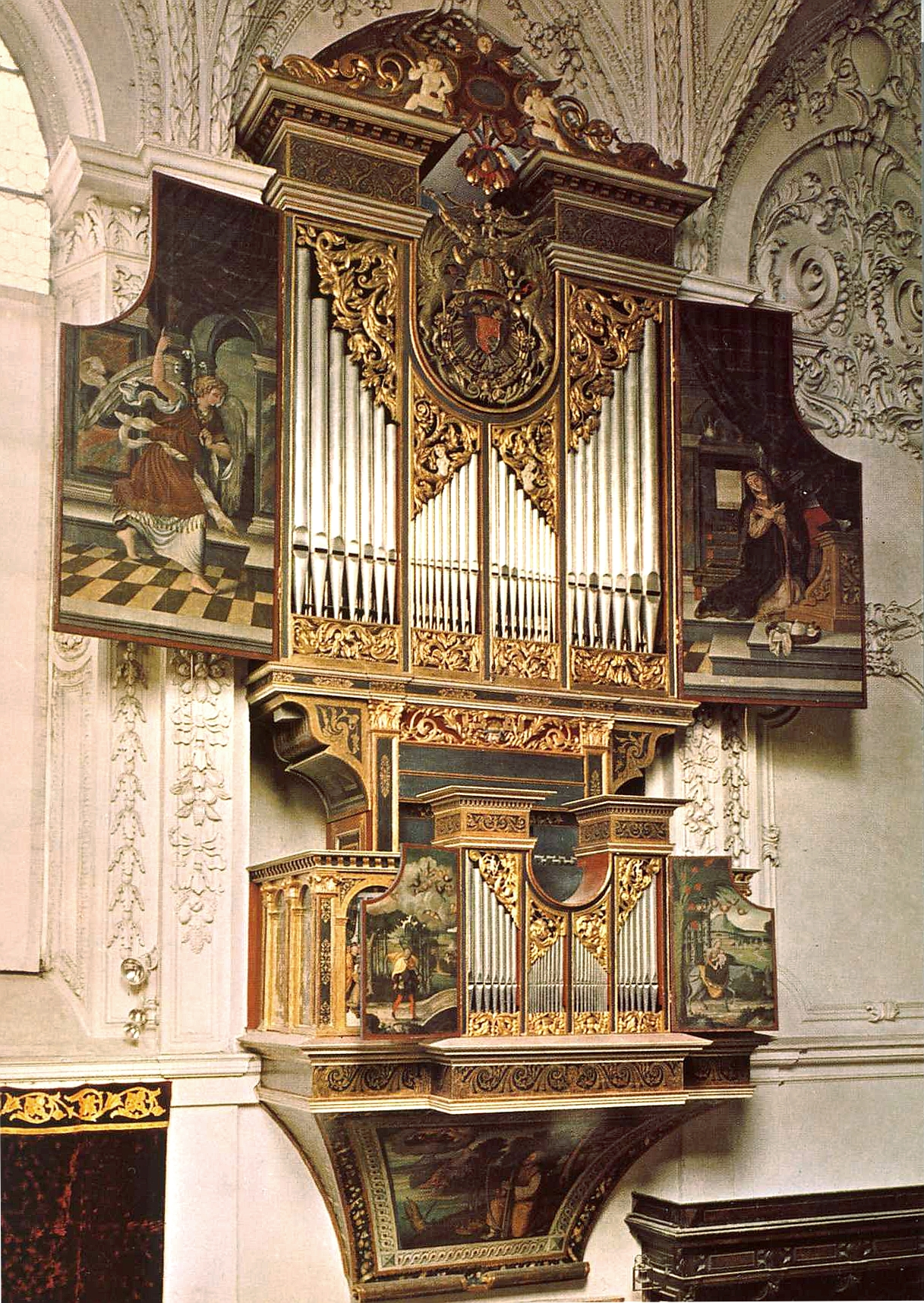
Die Ebertorgel der Hofkirche in Innsbruck

- 7. Juni: Die von Jörg Ebert in achtjähriger Arbeit erbaute Orgel der Hofkirche Innsbruck wird erfolgreich abgenommen.

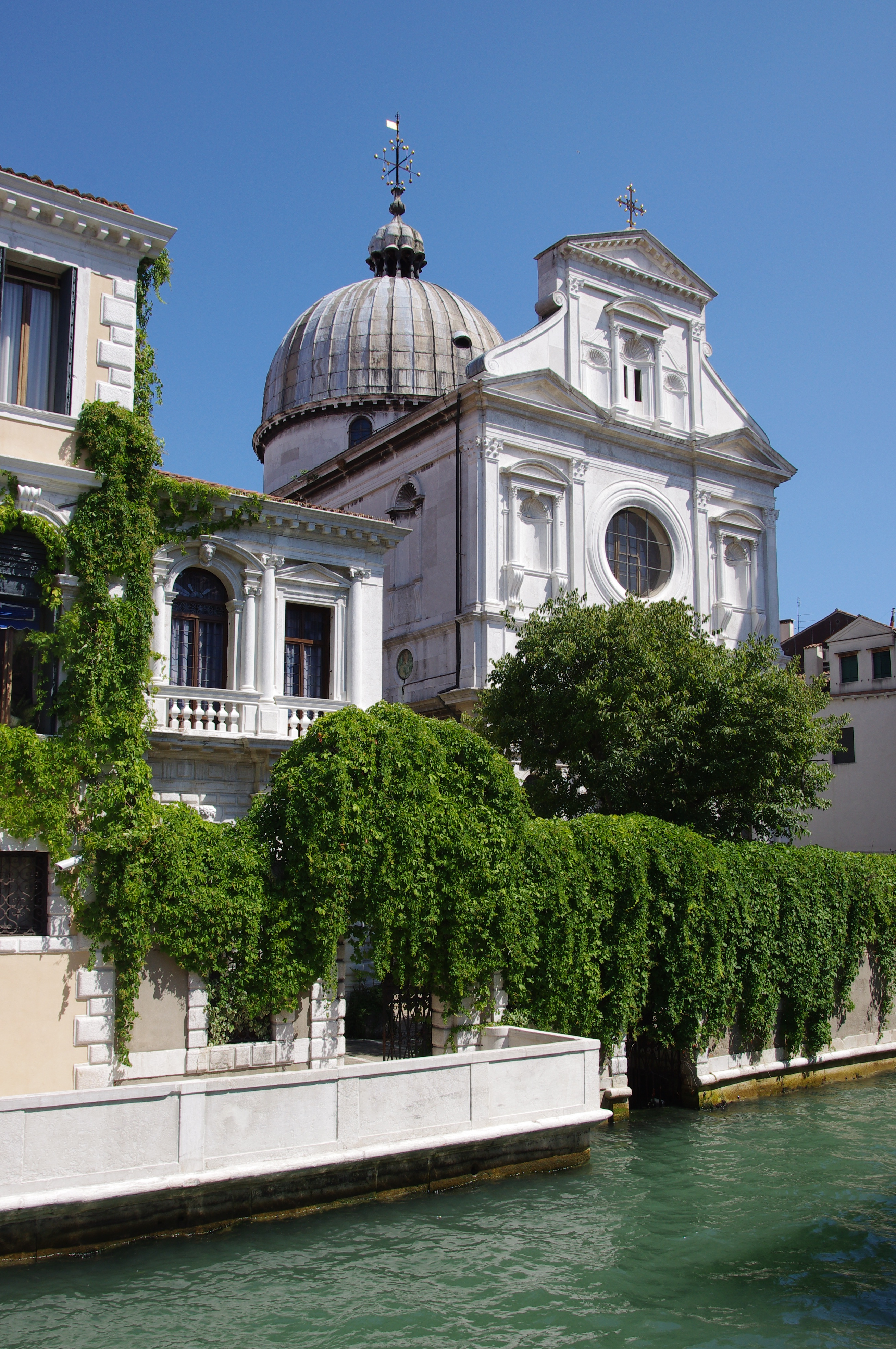
San Giorgio dei Greci

- Die griechisch-orthodoxe Kirche San Giorgio dei Greci in Venedig wird mit Erlaubnis des Papstes eingeweiht.
- Der Bau der Basilius-Kathedrale in Moskau wird abgeschlossen.
- Guido von Bray verfasst das Niederländische Glaubensbekenntnis, auch Confessio Belgica genannt. Sie bildet zusammen mit dem Heidelberger Katechismus und den Lehrregeln von Dordrecht die drei Formeln der Einigkeit der reformierten Kirchen.
- In zahlreichen französisch-reformierten Gemeinden in Genf und Südfrankreich werden Abendmahlsmarken zur Kirchenzucht eingeführt.
- Die Abteikirche Otterberg und das Kloster Eußerthal werden im Zuge der Reformation aufgelöst.
- Der spanische Schachmeister Ruy López de Segura gibt ein Schachbuch heraus.

### Natur und Umwelt

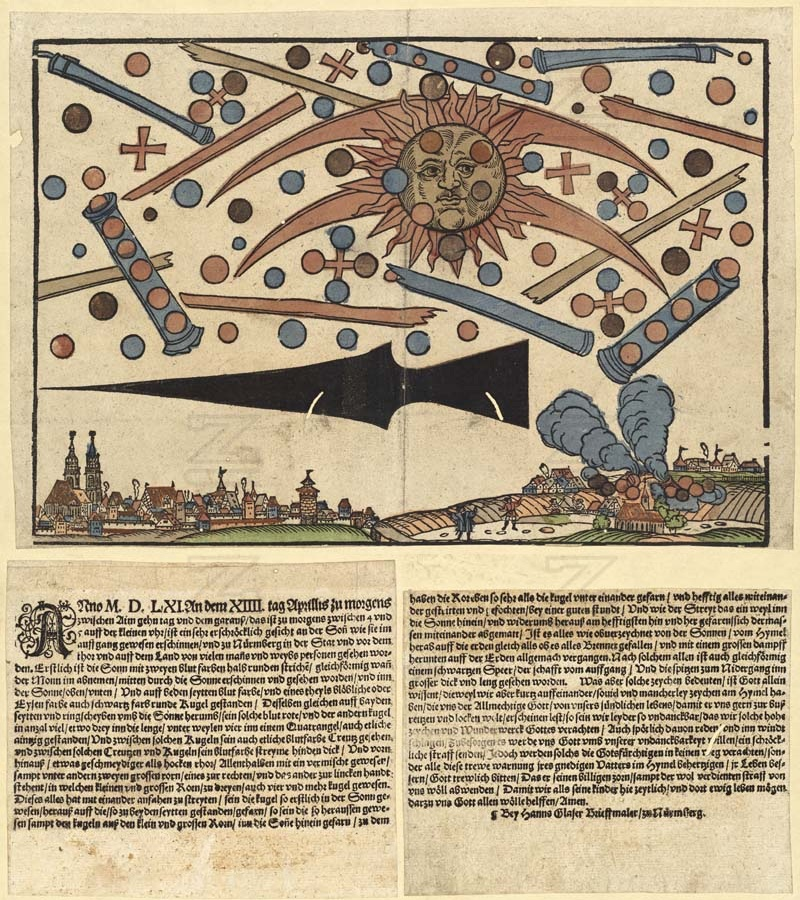
Nürnberger Flugblatt: Himmelserscheinungen über Nürnberg

- 14. April: Bürger von Nürnberg sehen ein Himmelsphänomen, das wie ein Luftkrieg zwischen großen dreigliedrigen und zylindrischen Objekten erscheint und mit einem großen Knall mit Rauch endet. Ein Flugblatt von Hans Glaser beschreibt fünf Jahre später das Ereignis, bei dem es sich vermutlich um Haloerscheinungen handelt.

## Historische Karten und Ansichten

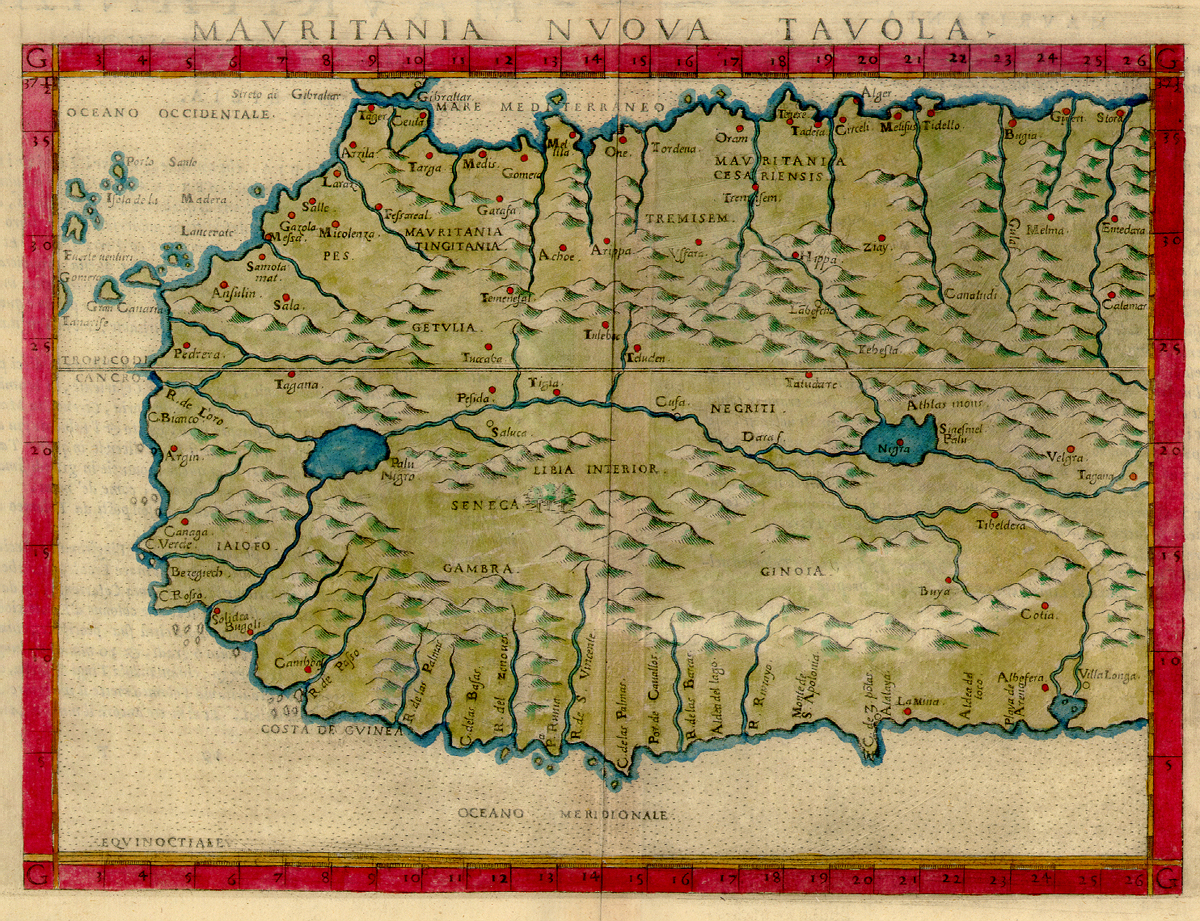
Girolamo Ruscelli: Karte von Westafrika 1561

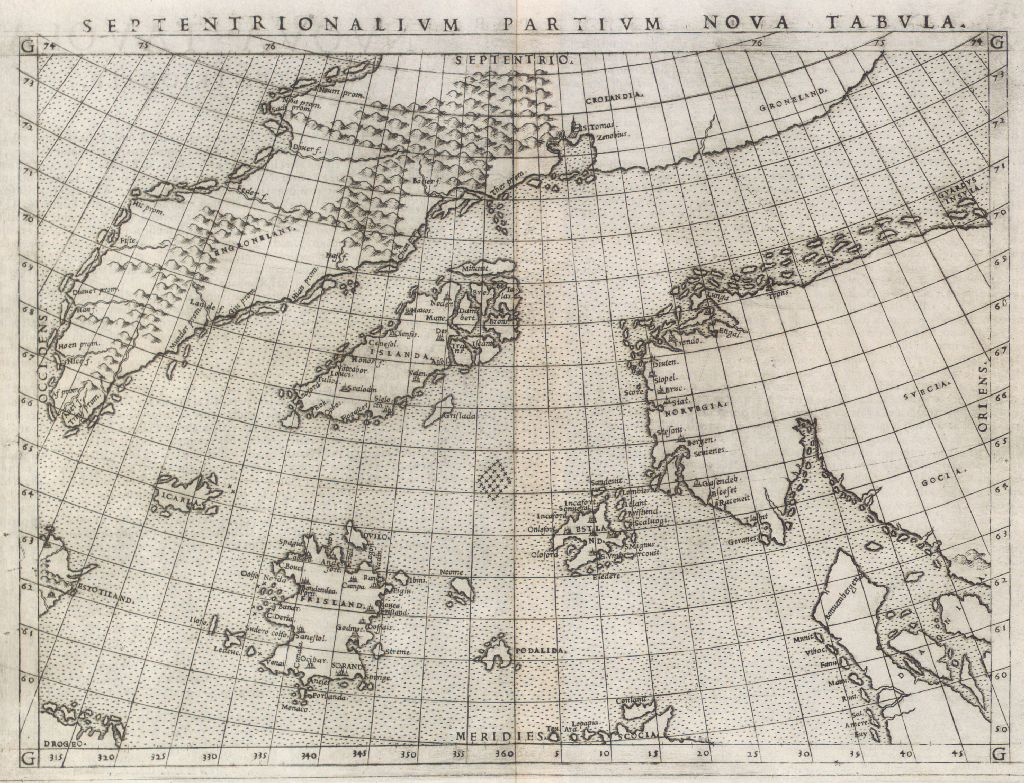
Karte von Island 1561

## Geboren

### Januar bis Juli
- 6. Januar: Thomas Finck, deutscher Mathematiker und Mediziner († 1656)

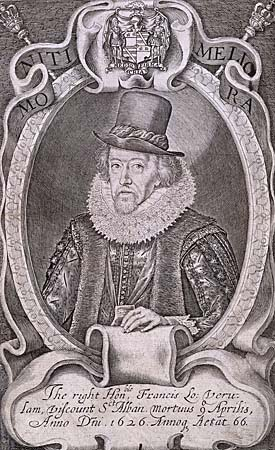
Francis Bacon

- 22. Januar: Francis Bacon, englischer Politiker, Schriftsteller, Wissenschaftler und Philosoph († 1626)
- 13. Februar: Basilius Besler, deutscher Arzt, Botaniker und Verleger († 1629)
- 17. Februar: Reinhard Scheffer der Jüngere, deutscher Jurist und Staatsmann († 1623)
- 3. März: Camillo Procaccini, italienischer Maler († 1629)
- 27. März: Johann Jakob von Lamberg, Bischof von Gurk († 1630)
- 26. Mai: Wolf Jacob Stromer, Ratsbaumeister der Stadt Nürnberg († 1614)
- 7. Juni: Johann VII., Graf von Nassau-Siegen († 1623)
- 12. Juni: Anna von Württemberg, Herzogin von Liegnitz, Wohlau und Ohlau († 1616)
- 13. Juni: Anna Maria von Anhalt, Herzogin von Brieg, Liegnitz, Wohlau und Ohlau († 1605)
- 16. Juni: Oswald III. von dem Bergh, Offizier in generalstaatischen und spanischen Diensten während des Achtzigjährigen Krieges († 1586)
- 24. Juni: Rombout Hogerbeets, niederländischer Staatsmann († 1625)
- 26. Juni: Erdmuthe von Brandenburg, Herzogin von Pommern († 1623)
- 11. Juli: Luis de Góngora, spanischer Lyriker und Dramatiker († 1627)
- 17. Juli: Jacopo Corsi, italienischer Unternehmer, Mäzen und Komponist († 1602)
- getauft 20. Juli: William Stanley, 6. Earl of Derby, englischer Adeliger und Kandidat für die Identität Shakespeares († 1642)
- 24. Juli: Anna Maria von der Pfalz, schwedische Kronprinzessin († 1589)
- 30. Juli: Johann V. von Pernstein, böhmisch-mährischer Adliger und Direktor der kaiserlichen Artillerie († 1597)

### August bis Dezember
- 15. August: Sebastián Aguilera de Heredia, spanischer Organist und Komponist († 1627)
- 18. August: Metta von Limburg-Styrum, Äbtissin im Stift Freckenhorst († 1622)
- 20. August: Jacopo Peri, italienischer Komponist († 1633)
- 24. August: Bartholomäus Pitiscus, schlesischer Mathematiker und Theologe († 1613)
- 24. August: Thomas Howard, 1. Earl of Suffolk, englischer Politiker († 1626)
- 10. September: Hernando Arias de Saavedra, spanischer Politiker und Offizier († 1634)
- 29. September: Adriaan van Roomen, flämischer Mathematiker und Mediziner († 1615)
- 23. Oktober: Johann Konrad von Gemmingen, Fürstbischof von Eichstätt († 1612)
- 24. Oktober: Anthony Babington, Hauptbeschuldigter der Babington-Verschwörung († 1586)
- 27. Oktober: Mary Sidney Herbert, Countess of Pembroke, englische Schriftstellerin († 1621)
- 1. November: Hans Berenberg, niederländischer Kaufmann und Gründer der Berenberg Bank († 1626)
- 16. November: Andreas Angelus, Chronist der Mark Brandenburg († 1598)

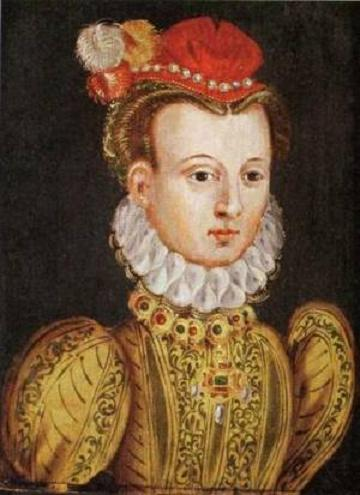
Sophia Hedwig von Braunschweig-Wolfenbüttel

- 1. Dezember: Sophie Hedwig von Braunschweig-Wolfenbüttel, Herzogin von Pommern-Wolgast († 1631)
- 9. Dezember: Edwin Sandys, englischer Politiker († 1629)

### Genaues Geburtsdatum unbekannt
- Johann Theodor de Bry, Frankfurter Zeichner und Verleger († 1623)
- Fujiwara Seika, japanischer Philosoph und früher Vertreter des japanischen Neokonfuzianismus († 1619)

### Geboren um 1561
- Henry Briggs, englischer Mathematiker († 1630)
- Henneke von Essen, westfälischer Beamter, Bürgermeister in Arnsberg und Opfer der Inquisition († 1631)

## Gestorben

### Todesdatum gesichert
- 1. Januar: Pedro de Ursúa, spanischer Konquistador (* um 1525)
- 13. Januar: Friedrich Magnus I., Graf von Solms-Laubach (* 1521)

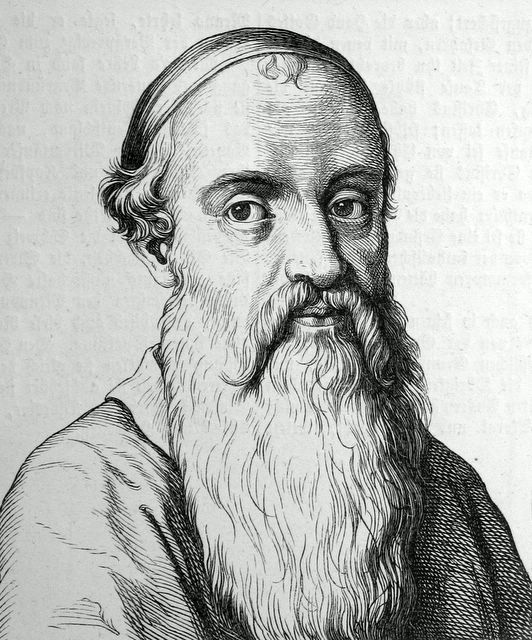
Menno Simons

- 31. Januar: Menno Simons, niederländischer Theologe; Gründer der Mennoniten (* 1496)
- 26. Februar: Jorge de Montemayor, portugiesischer Sänger, Übersetzer und Dichter (* um 1520)
- 22. März: Georg IV. Fuchs von Rügheim, Fürstbischof von Bamberg (* 1519)
- 28. März: Bartholomäus V. Welser, Augsburger Patrizier und Großkaufmann (* 1484)
- 30. März: Andrés Hurtado de Mendoza, spanischer Vizekönig von Peru (* um 1510)
- 29. April: Barbara von Wertheim, Gräfin von Wertheim (* 1500)
- 4. Mai: Karl, Fürst von Anhalt (* 1534)
- 16. Mai: Jan Amor Tarnowski, Großhetman der polnischen Krone und Reichsgraf des Heiligen Römischen Reiches (* 1488)
- 6. Juni: Katharina von Mecklenburg, Herzogin von Sachsen (* 1487)
- 6. Juni: Ridolfo Ghirlandaio, italienischer Maler (* 1483)
- 13. Juni: Hans von Dehn-Rothfelser, sächsischer Hofbeamter und Bauintendant (* um 1500)
- 9. Juli: Sebald Heyden, deutscher Kantor, Schulleiter und geistlicher Dichter (* 1499)
- 10. Juli: Dionysius Melander, deutscher Theologe und Reformator (* um 1486)
- 10. Juli: Rüstem Pascha, Großwesir des Osmanischen Reiches (* um 1500)
- 17. Juli: Vojtěch von Pernstein, böhmisch-mährischer Adliger (* 1532)
- 7. August: Wolfgang von Closen, Bischof von Passau (* um 1503)
- 28. August: Jacqueline de Longwy, Gräfin von Montpensier (* vor 1520)
- 8. September: Claude Baduel, Schweizer evangelischer Geistlicher und Hochschullehrer (* 1491)
- 10. September: Takeda Nobushige, japanischer General (* 1525)
- 27. Oktober: Lope de Aguirre, spanischer Konquistador
- 28. Oktober: Jacob Beurlin, deutscher evangelischer Theologe und Reformator
- 11. November: Hans Tausen, dänischer evangelischer Theologe und Reformator (* um 1494)
- 14. November: Philipp III. von Hanau-Münzenberg, Graf von Hanau-Münzenberg (* 1526)
- 6. Dezember: Joachim, Fürst von Anhalt-Dessau (* 1509)
- 10. Dezember: Kaspar Schwenckfeld, schlesischer Reformator und religiöser Schriftsteller (* 1489)

### Genaues Todesdatum unbekannt
- Barthélémy Aneau, französischer Schriftsteller und Humanist (* 1510)
- Hans Bocksberger der Ältere, Salzburger Maler der Zeit der Hochrenaissance (* um 1510)
- Claude Garamond, französischer Schriftgießer, Typograph, Stempelschneider und Verleger (* 1499)
- Bernhard von Prittwitz, aus Schlesien stammender polnischer Landrat und Feldherr (* um 1500)
- Caspar Vopelius, deutscher Mathematiker, Astronom, Instrumentenbauer und Kartograph (* 1511)

### Gestorben um 1561
- Luis Milán, katalanischer Komponist, Vihuelist und Musikpädagoge (* um 1510)
- 1561/65: Matteo Bandello, italienischer Dichter (* um 1480/85)